# Stephen Wheeler Downey

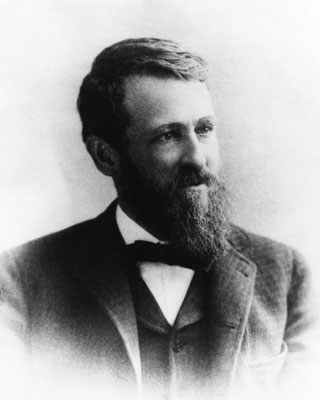
Stephen Wheeler Downey

Stephen Wheeler Downey (* 25. Juli 1839 in Westernport, Allegany County, Maryland; † 3. August 1902 in Denver, Colorado) war ein US-amerikanischer Politiker. Zwischen 1879 und 1881 vertrat er das Wyoming-Territorium im US-Repräsentantenhaus.

## Frühe Jahre
Nach seiner Schulzeit trat Stephen Downey am 31. Oktober 1861 als einfacher Soldat einer Infanterieeinheit aus Maryland in die Streitkräfte der Union ein. Während des Bürgerkriegs stieg er bis zum Oberst auf. Nachdem er in der Schlacht bei Harpers Ferry schwer verwundet wurde, musste er den Militärdienst aufgeben. Danach studierte er Jura. Im Jahr 1863 wurde Downey als Rechtsanwalt zugelassen.

## Politischer Aufstieg in den Kongress
Im Jahr 1869 zog Stephen Downey nach Laramie im Wyoming-Territorium. Dort war er als Rechtsanwalt und Landvermesser tätig. Zwischen 1869 und 1870 war er auch Bezirksstaatsanwalt im Albany County. Downey wurde Mitglied der Republikanischen Partei. In den Jahren 1871, 1875 und 1877 wurde er in den territorialen Regierungsrat gewählt. Von 1872 bis 1875 war er Kämmerer im Wyoming-Territorium und von 1877 bis 1879 leitete er den dortigen Rechnungshof. Bei den Kongresswahlen des Jahres 1878 wurde er als Nachfolger von William Wellington Corlett in das US-Repräsentantenhaus gewählt. Damit vertrat er dort zwischen dem 4. März 1879 und dem 3. März 1881 als Delegierter sein Territorium. Da Wyoming damals noch kein Bundesstaat der Vereinigten Staaten war, hatte er als Delegierter im Kongress kein Stimmrecht.

## Weiterer Lebensweg
Im Jahr 1880 verzichtete Downey auf eine erneute Kandidatur für den Kongress. Dafür wurde er in den Jahren 1886 und 1890 in das territoriale Repräsentantenhaus gewählt. 1889 war er Mitglied der verfassungsgebenden Versammlung von Wyoming. Nachdem die neue Verfassung in Kraft getreten war, wurde Wyoming 1890 offizieller Bundesstaat der USA. 1893 und 1895 wurde Stephen Downey Abgeordneter im Repräsentantenhaus von Wyoming. Von 1899 bis zu seinem Tod war er nochmals Bezirksstaatsanwalt im Albany County. Downey war auch Mitbegründer, Kurator und Präsident der University of Wyoming.